# Condensació
|  | Per a altres significats, vegeu «Reacció de condensació». |

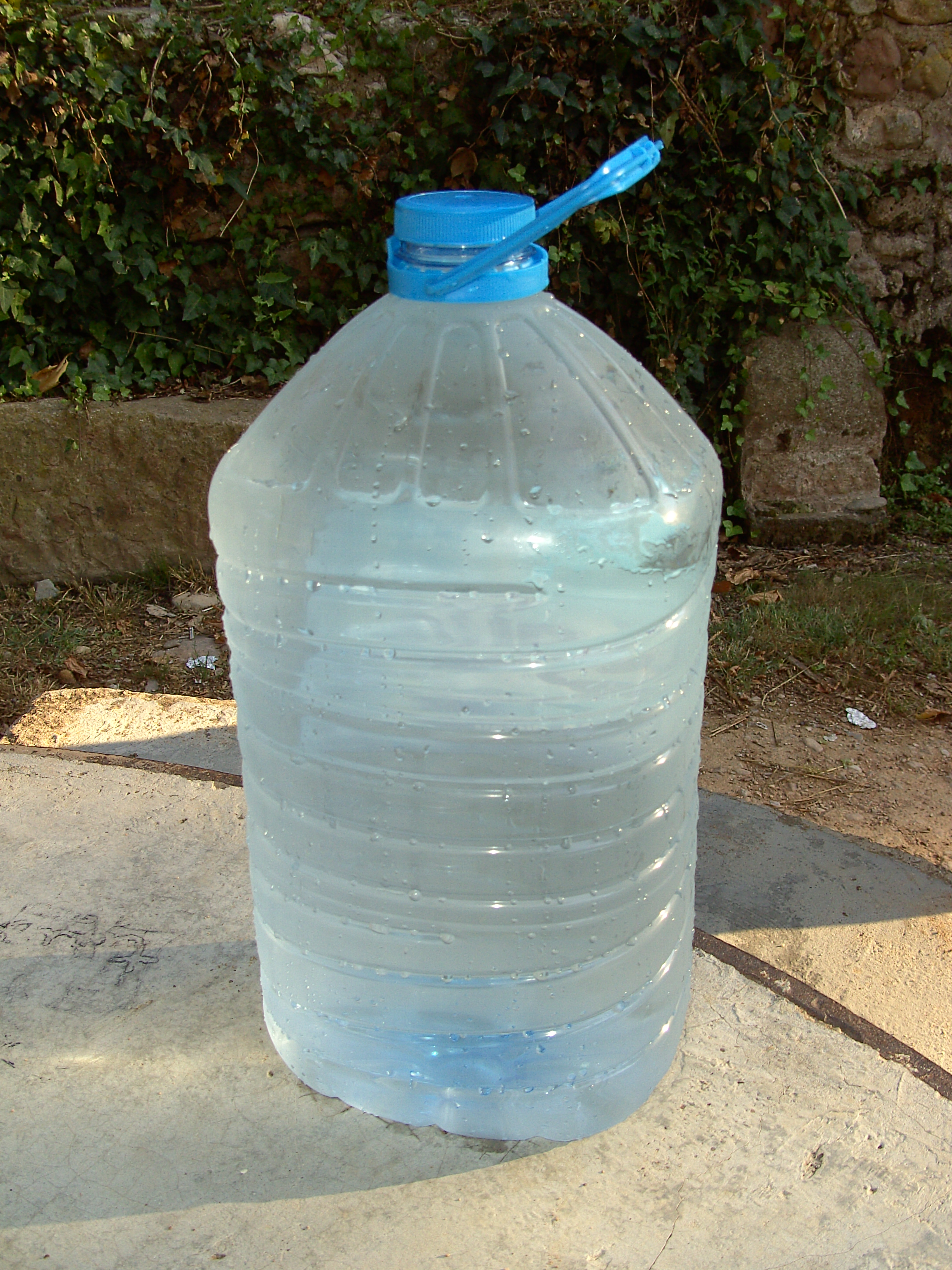
Condensació de la humitat ambiental a la superfície de la garrafa per la diferència de temperatura entre l'interior i l'exterior.

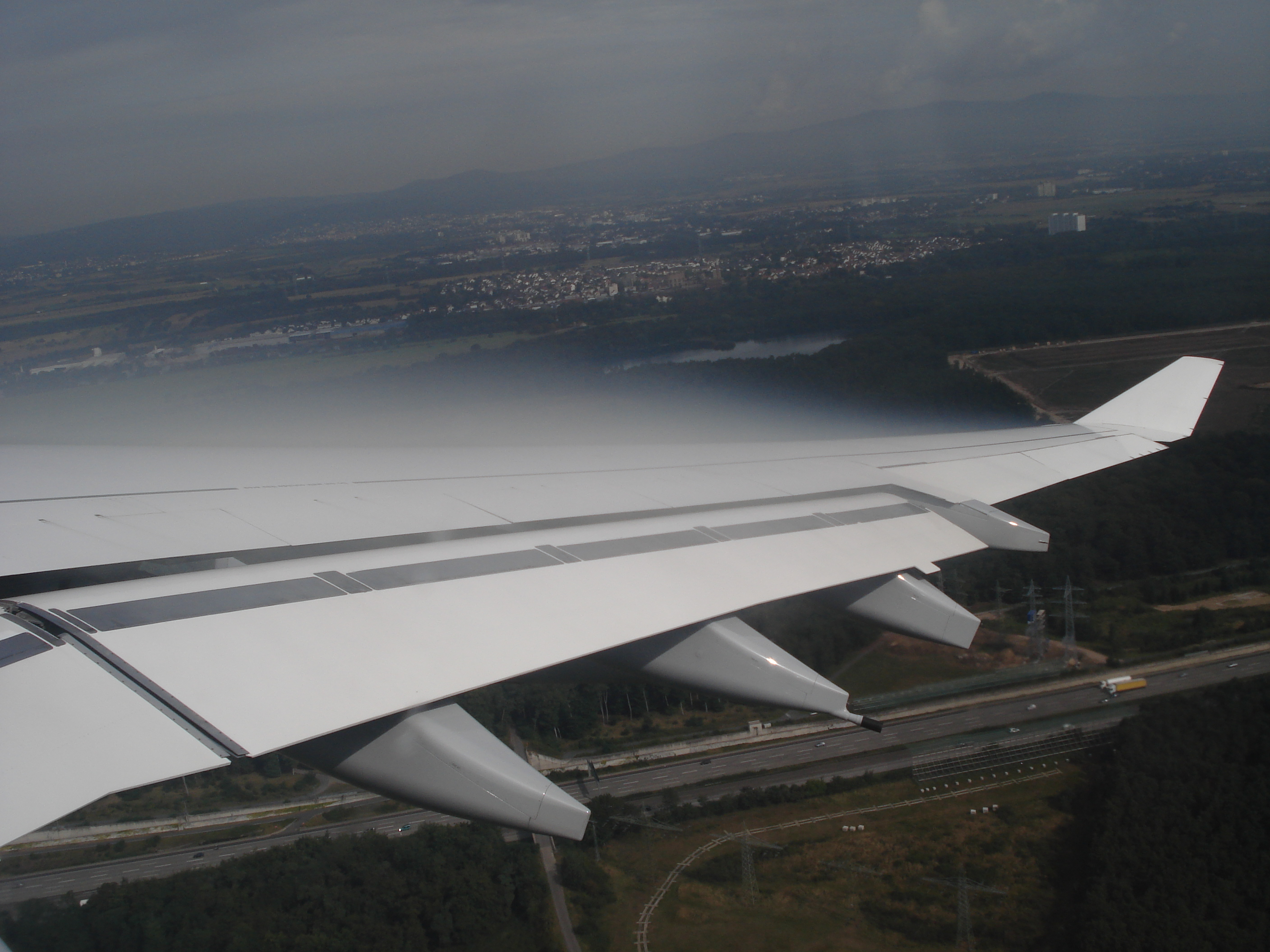
Condensació formada sobre l'ala d'un avió en una zona de baixa pressió

La condensació és el canvi físic que fa una substància en passar de gas o vapor a líquid a una temperatura inferior a la d'ebullició. Habitualment la condensació es produeix a conseqüència del refredament del gas, però també es pot provocar per compressió (augmentant la pressió) o combinant les dues tècniques.
Un giny utilitzat per condensar un gas en líquid és el condensador, que s'utilitza als intercanviadors de calor, part dels equips de climatització.

## Iniciació
La condensació s'inicia amb la formació d'acumulacions atomico-moleculars d'aquesta espècie en el seu volum gasós (com una gota de pluja) o per contacte entre el gas i una superfície líquida o sòlida.

## Situacions de reversibilitat
Unes situacions reversibles emergeixen respecte a la naturalesa de les superfícies.
- Absorció a través la superfície d'un líquid (tant de la mateixa substància o d'un dels seus solvents) és l'invers de l'evaporació.[1]
- Adsorció (com a petites gotes) en una superfície d'un sòlid a pressió i temperatura superior al punt triple de l'espècie, també és l'invers de l'evaporació.
- Adsorció en una superfície d'un sòlid (com a capes suplementàries del sòlid) a pressions i temperatures inferiors a les del punt triple de la substància, és l'invers de la sublimació.

## Situacions més comunes
La condensació comunament succeeix quan el vapor es refreda o es comprimeix fins al seu límit de saturació on la densitat molecular a la fase gas assoleix el seu llindar màxim. Equipament que recol·lecta vapor líquids condensats mitjançant el refredament i compressió de vapor s'anomena ’’condensador’’.

## Com es mesura la condensació
La psicrometria mesura les ràtios de condensació des de l'evaporació de la humitat de l'aire a diferents pressions i temperatures atmosfèriques. L'aigua és el producte de la condensació del vapor.

## Aplicacions de la condensació
La condensació és un component crucial a la destil·lació, una aplicació important al laboratori i a la química industrial.
Com que la condensació és un fenomen natural, es pot fer servir comunament per produir aigua en grans quantitats per a l'ús humà. Moltes estructures estan fetes solament amb la intenció de recol·lectar aigua per condensació. Aquestes estructures poden fer-se servir per retenir humitat del sòl en zones que s'estan desertificant, de tal forma que algunes organitzacions ensenyen a la gent que hi viu com els condensadors d'aigua els poden ajudar a combatre efectivament aquesta situació.
També és un procés crucial l'ús de les cambres de núvols. En aquest cas els ions produïts per una partícula incident actuen com a centres de nucleació per a la condensació del vapor, produint els núvols visibles.

## Condensació en construcció d'edificis

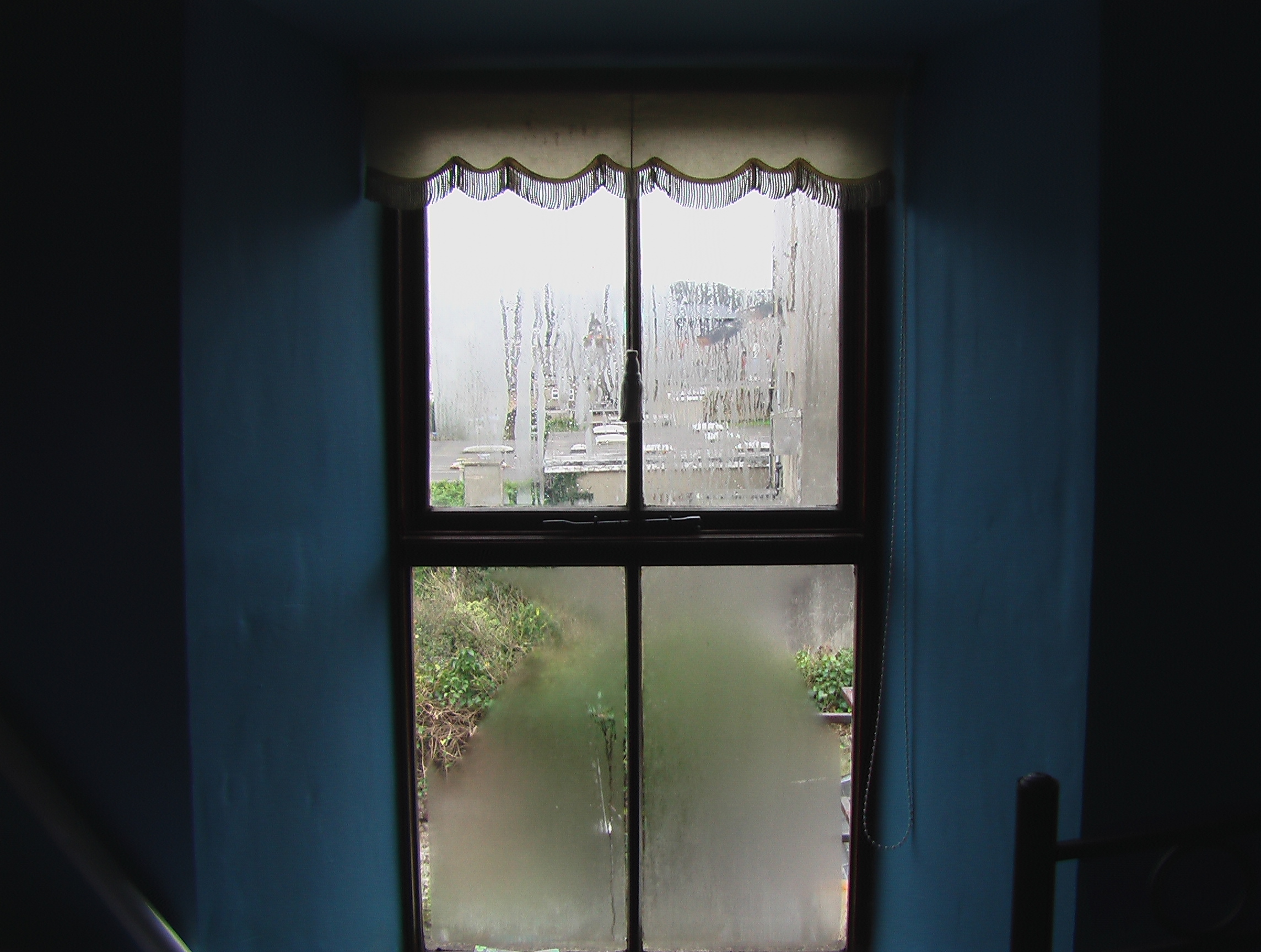
Condensació sobre una finestra en un dia de pluja.

La condensació en la construcció d'edificis és un fenomen indesitjat, ja que pot causar creixement de fongs o herbes, ressecament de les fustes, corrosió i pèrdua d'energia, a causa de la transferència de calor.
La condensació interestructural pot ser causada per ponts tèrmics, o per manca o insuficiència d'aïllament a la humitat o d'envidrament aïllant.

## Taula
Aquesta taula mostra les transicions de fase de la matèria, indicant com s'anomena el canvi d'estat en cada cas.
|        | Sòlid              | Líquid      | Gas          | Plasma     |
| ------ | ------------------ | ----------- | ------------ | ---------- |
| Sòlid  |                    | Fusió       | Sublimació   |            |
| Líquid | Solidificació      |             | Vaporització |            |
| Gas    | Sublimació inversa | Condensació |              | Ionització |
| Plasma |                    |             | Recombinació |            |